# Col Nord
Le col Nord réfère au col de montagne de l'arête occidentale de l'Everest. Il est aussi connu par ses noms tibétain Chang La ou chinois Beiao La. Il fait partie des trois cols cernant l'Everest, avec le col Sud et le Lho La.
Les expéditions qui tentent l'ascension de l'Everest par l'arête Nord-Est, du côté tibétain depuis Changtse, y installent un bivouac. Un peu en dessous du col Nord est installé le premier camp sur la montagne même ; camp IV traditionnel, ou camp I moderne dit « camp de base avancé » (ABC) à 6 500 m.
Le col Nord a été atteint pour la première fois par George Mallory en septembre 1921. Il est le premier Occidental à poser le pied sur l'Everest lui-même. Le col Nord a été découvert par Mallory lui-même la même année lors de la première reconnaissance britannique de la région alors qu'il cherchait des itinéraires possibles pour atteindre le sommet de l'Everest. Il estima alors que cette voie offrait l'itinéraire le plus sûr et le plus raisonnable. Entre 1920 et 1930, toutes les expéditions ont tenté l'ascension de l'Everest par le col Nord.

Animation représentant le col Nord à la jonction amont des deux branches de la vallée glaciaire du Rongbuk, sous le sommet de l'Everest.